# Stepdad (группа)
Stepdad — американская электронная/поп- группа, из Гранд-Рапидс, штат Мичиган.

## История
Будучи первоначально дуэтом, Stepdad был сформирован в Чикаго, штат Иллинойс, летом 2009 года. Марк Тэйфел и Райан Маккарти, которые в то время были соседями по комнате, начали вместе писать песни в своей квартире.
Впервые они стали известны в начале 2010 года, когда написали музыкальную тему для популярного веб-комикса «Axe Cop». Песня дуэта стала официальной музыкальной темой комикса и мультсериала «Axe Cop» (в России известен под названием «Коп с топором»).
В апреле 2010 года группа выложила первый EP Ordinaire на Bandcamp. На EP вышли два сингла: «Jungles» и «My Leather, My Fur, My Nails».
В июне 2012 года Stepdad выпустили дебютный альбом Wildlife Pop на лейбле Black Bell Records. Альбом был записан с продюсером Крисом Зейном .

## Появление треков в СМИ
- «My Leather, My Fur, My Nails» звучал в финале сериала Дурман.
- «My Leather, My Fur, My Nails» также появляется в фильме 2016 года «Красивая тюрьма».
- «Jungles» есть в видеоигре FIFA 13 от EA Sports.
- «Treasure Hugs» появляются в видеоигре STEEP от Ubisoft.
- «Pick & Choose» и «Warrior» звучали в 6 сезоне, 4 серии сериала «Сплетница».
- «Must Land Running» звучал в рекламном ролике BMW под названием «Moments»[2], который начал выходить в эфир в декабре 2013 года.
- «Find Love» была во 2 сезоне, 14 серии сериала «Проект Минди».
- «Warrior» использовался втором сезоне, седьмой серии сериала MTV «Волчонок».
- «Parrot» и «Cutie Boots» регулярно играла в перебивках на Adult Swim.

## Дискография
- Ordinaire EP[англ.] (2010)
- Wildlife Pop[англ.] (2012)
- Strange Tonight EP (2014)
- Masterbeast Theatre EP (2016)

## Рекомендации
1. ↑  Aaron Poehler. 'Axe Cop' Fans Furnish Their Own Theme Song - ComicsAlliance | Comic book culture, news, humor, commentary, and reviews. ComicsAlliance (16 февраля 2010). Дата обращения: 11 сентября 2011. Архивировано из оригинала 2 апреля 2012 года.
2. ↑  BMW Happier New Year TV Spot, 'Moments' Song by Stepdad. Дата обращения: 14 ноября 2023. Архивировано 17 мая 2017 года.